# ジルガラン
ジルガラン（済爾哈朗、満洲語: ᠵᡳᡵᡤᠠᠯᠠᠩ、メレンドルフ式転写: jirgalang）は、清朝初期のアイシンギョロ氏の満洲皇族。太祖ヌルハチの弟のシュルハチ（舒爾哈斉）の六男。摂政や政治・軍事における指導者を務めた人物であり、明朝攻略のための数多くの軍事作戦を担い、ホンタイジ（太宗）の死後には幼い順治帝の2人の摂政のうちの一人となった。しかし、その後間もなく殆どの権力をもう一人の摂政ドルゴンに明け渡すことになり、最終的にジルガランは摂政の地位から追い落とされた。ドルゴンの死後、ジルガランはドルゴンの旧支持者の一掃に努めた。
ジルガランは10人のホショイ・チン・ワン（和碩親王）の一人であり、その子孫は代々、鉄帽子王としての爵位を認められた。

## 1643年以前の功績
天聡元年（1627年）、ジルガランは朝鮮への第一次侵攻（丁卯の役）に兄のアミン（阿敏）の指揮下で参加した。天聡4年（1630年）、アミンは明朝に対する敗戦の責により鑲藍旗の指揮権を剥奪され、ヌルハチは代わりにジルガランにその地位を与えた。ジルガランはダイシャン、マングルタイ、ホンタイジ本人と共に、四大ベイレの一人として明朝とチャハル・モンゴルとの数多くの戦いに参加した。崇徳元年（1636年）、ホショイ・ウジェン・チン・ワン（和碩鄭親王）の位が与えられ、その子々孫々の継承が認められた。崇徳7年（1642年）、明の遼東の要衝都市錦州を包囲する軍を指揮したが、同年4月から1年以上の間抵抗を受けた。

## 摂政時代（1643年 - 1647年）と失脚（1647年 - 1650年）

ジルガランが1630年に指揮権を与えられた、八旗のうちの一つである鑲藍旗。

ドルゴンがムクデンに留まっている間、崇徳8年（1643年）11月から12月頃にジルガランは北京への道を塞ぐ要塞である山海関への攻撃に送られた。翌順治元年（1644年）1月から2月頃、ジルガランはすべての公文書において自分の名をドルゴンの後に置くことを求めた。ジルガランは有能な軍事指導者であったが、国事には興味を持たなかったようであり、2月17日に公務の全権をドルゴンに自ら進んで明け渡した。同年6月初旬の清軍の北京入城に、ジルガランが立ち会うことはなかった。
順治4年（1647年）、摂政の位を退かされ、代わってドルゴンの弟のドド（多鐸）がその位に就いた。摂政の地位は失った後も、ジルガランは変わらず軍事指揮権を握っていた。しかし翌順治5年（1648年）3月、ドルゴンはジルガランを様々な罪を犯したとして捕え、親王から郡王へと降格させた。その後、同年のうちにジルガランは中国南部での南明軍との戦いに送られている。順治6年（1649年）初め、いくつかの戦勝を挙げた後、湖南の湘潭の住人への6日間にわたる大虐殺を命じた。順治7年（1650年）には南明最後の君主永暦帝を破り、北京へと凱旋した。

## ジルガラン派（1651年 - 1655年）
ジルガランに率いられた、生前のドルゴンとは対立していた満洲貴族のグループを、歴史家のロバート・オクスナムは「ジルガラン派」と呼んでいる。彼らは順治7年（1650年）12月のドルゴンの死の後に権力を取り戻した。ドルゴンの兄のアジゲがドルゴンの後を継ごうと画策すると、ジルガランの一派は順治8年（1651年）にアジゲを捕えた。ジルガランは順治12年（1655年）に死ぬまで、清朝宮廷で大きな権力を保ち続けた。康熙帝の輔政四大臣（摂政）オボイ、エビルン、ソニン、スクサハはジルガランの支持者であった。

## 死後と子孫
順治12年5月8日（1655年6月11日）、ジルガランは病死した。次男のジドゥ（済度）はすぐさま鄭親王を襲爵した。しかしこの爵位は、鄭親王から簡親王へと名称を変えられることになった。再び「鄭親王」となるのは、乾隆43年（1778年）に乾隆帝がジルガランを清の明に対する勝利の功労者として称えて太廟へ祀ることを認めた時だった。
ジドゥとその次男のラブ（喇布）は、順治後半から康熙初期の軍事作戦に参加し、鄭成功や呉三桂の軍勢と戦った。
ジルガランの七世孫の端華（鄭親王）と粛順（端華の弟）は、咸豊年間に政治権力を握っていた。彼らは幼帝である同治帝の顧命大臣（摂政）に任命された8人のうちの2人となったが、辛酉政変によって廃され、慈禧太后（西太后）と恭親王奕訢が権力を握った。